# Landeszahnärztekammer Sachsen
Die Landeszahnärztekammer Sachsen ist die öffentliche Berufsvertretung von rund 5.900 Zahnärztinnen und Zahnärzten im Freistaat Sachsen. Sie wurde am 7. Oktober 1990 als Körperschaft des Öffentlichen Rechts gegründet. Die Rechtsaufsicht hat das Sächsische Staatsministerium für Soziales, Gesundheit und Gesellschaftlichen Zusammenhalt inne.
Die Kammer ist Mitglied in der Bundeszahnärztekammer, Arbeitsgemeinschaft der Deutschen Zahnärztekammern e. V. (BZÄK).

## Mitglieder
Derzeit (Stand: 31. Dezember 2024) vertritt die Landeszahnärztekammer Sachsen 5.892 Berufsangehörige, davon sind 3.699 aktiv zahnärztlich tätig. Unter den berufstätigen Zahnärzten sind 2.194 (59 %) Frauen und 1.505 (41 %) Männer. In eigener Niederlassung arbeiten 2.298 (62 %) Berufsangehörige, 1.401 (38 %) sind in Praxen angestellte Zahnärzte und davon wiederum 161 (11 %) Zahnärzte sind außerhalb von Praxen angestellt, etwa in Universitätskliniken und Krankenhäusern oder als Angestellte des Öffentlichen Gesundheitsdienstes (ÖGD). Unter den praktizierenden Berufsangehörigen sind 171 Fachzahnärzte für Kieferorthopädie, 187 Fachzahnärzte für Oralchirurgie und 67 Fachärzte der Mund-Kiefer-Gesichts-Chirurgie, wobei mehrere Fachzahnarzttitel gleichzeitig geführt werden können.
Alle aufgrund einer Approbation oder Berufserlaubnis zur Berufsausübung berechtigten Zahnärzte in Sachsen, die im Freistaat ihren Beruf ausüben, sind Pflichtmitglieder in der Landeszahnärztekammer Sachsen. Dies gilt ebenso für Zahnärzte, die ihren Beruf nicht ausüben, aber ihren Hauptwohnsitz in Sachsen haben.

## Aufgaben und Zuständigkeiten

### Hoheitliche Aufgaben
Auf Grundlage des Sächsischen Heilberufekammergesetzes (SächsHKaG) überträgt der Freistaat Sachsen der Landeszahnärztekammer Sachsen folgende hoheitlichen Aufgaben:
- im Sinne des jeweiligen Berufsauftrages unter Beachtung des Wohls der Allgemeinheit die beruflichen Belange aller Mitglieder wahrzunehmen und zu vertreten sowie für ein hohes Ansehen des Berufsstandes zu sorgen,
- die Erfüllung der berufsrechtlichen und berufsethischen Pflichten der Mitglieder zu überwachen,
- die Qualität der Berufsausübung zu sichern,
- geeignete Maßnahmen zur Gestaltung und Förderung der Fort- und Weiterbildung der Berufsangehörigen zu treffen,
- auf ein gedeihliches Verhältnis der Mitglieder zueinander hinzuwirken,
- bei berufsbezogenen Streitigkeiten unter den Mitgliedern und bei Streitigkeiten in Zusammenhang mit der Berufsausübung zwischen Mitgliedern und Dritten zu vermitteln,
- die erforderlichen Aufgaben für die Berufsausbildung der Zahnmedizinischen Fachangestellten und für die qualifizierte Fortbildung des Praxisteams wahrzunehmen,
- den öffentlichen Gesundheitsdienst bei der Erfüllung seiner Aufgaben zu unterstützen und
- ein Versorgungswerk für Zahnärzte zu schaffen.

Zur Erfüllung dieser Aufgaben setzt die Landeszahnärztekammer Sachsen folgende Schwerpunkte in ihrer Verwaltungsarbeit:

### Die Landeszahnärztekammer Sachsen ist Mitglied
- in der Arbeitsgemeinschaft der Landeszahnärztekammern, der Bundeszahnärztekammer (BZÄK)
- in der Landesarbeitsgemeinschaft für Jugendzahnpflege des Freistaates Sachsen e. V. (LAGZ)
- in der Sächsischen Landesvereinigung für Gesundheitsförderung (SLfG)
- im Landesverband der Freien Berufe Sachsen e. V. (LFB Sachsen)

### Fortbildung
Die permanente Fortbildung für Zahnärzte und Zahnmedizinische Fachangestellte ist Grundlage der Berufsausübung. Dazu zählen Fortbildungsreihen/Curricula für Zahnärzte, Kurse zur Aktualisierung der Fachkunde/Kenntnisse im Strahlenschutz oder Aufstiegsfortbildungen für Zahnmedizinische Fachangestellte. Veranstaltungen, wie der jährlich stattfindende Sächsische Fortbildungstag für Zahnärzte und Praxisteams oder der Sächsische Prophylaxe- und ZMV-Tag für fortgebildete Mitarbeiterinnen werden durchgeführt. Die Fortbildungen werden von der Fortbildungsakademie der Kammer organisiert.

### Ausbildung des Praxispersonals
Die Landeszahnärztekammer Sachsen ist die zuständige Stelle für die Ausbildung der Zahnmedizinischen Fachangestellten (ZFA) und für die Aufstiegsfortbildungen zum Zahnmedizinischen Prophylaxeassistenten (ZMP) und zum Zahnmedizinischen Verwaltungsassistenten (ZMV). Es erfolgt die Organisation der Ausbildung, der Beratung und der Information zu allen Fragen der ZFA-Ausbildung und der Aufstiegsfortbildungen sowie zu Zwischen- und Abschlussprüfungen, Umschulungen und Gleichwertigkeitsfeststellung ausländischer Berufsqualifikationen.

### Öffentlichkeitsarbeit
Das Informationszentrum für Zahngesundheit (IZZ) ist die gemeinsame Pressestelle der sächsischen Zahnärzte, eine Einrichtung von Landeszahnärztekammer Sachsen und Kassenzahnärztlicher Vereinigung Sachsen (KZVS). Es vermittelt Interviewpartner, Pressefotos, Kontakte zu Gesprächspartnern aus Lehre und Forschung und recherchiert auf Wunsch zu speziellen Themen. Das IZZ ist Herausgeber der 10-mal jährlich erscheinenden Zeitschrift Zahnärzteblatt Sachsen.
Gemeinsam mit den Zahnärztekammern Brandenburg, Niedersachsen, Thüringen und Sachsen-Anhalt, sowie der Kassenzahnärztlichen Vereinigung Sachsen-Anhalt gibt die Landeszahnärztekammer Sachsen die Patientenzeitschrift ZahnRat heraus. Die Zeitschrift gibt Informationen über verschiedene zahnärztliche Themen und die Prävention von Erkrankungen. Sie erscheint vierteljährlich mit einer Auflage von rund 76.000 Exemplaren und wird vorrangig über die Zahnarztpraxen der Herausgeberländer verbreitet.

### Prävention/Vorsorge
Die Landeszahnärztekammer Sachsen unterstützt die sächsische Zahnärzteschaft bei ihren Tätigkeiten in der Vorsorge. Dabei werden den Zahnärzten Informationen und Hilfsmittel für die Aufklärung zur Verfügung gestellt. Ein Schwerpunkt liegt auf der Unterstützung der Arbeit für die Mundgesundheit von pflegebedürftigen und behinderten Menschen. 

### Patientenberatung
Die Landeszahnärztekammer Sachsen berät Patienten und unterstützt diese bei der Lösung von Problemen aus der zahnärztlichen Behandlung. Sie organisiert die Veranstaltungsreihe „Patientenakademie“, die sich der Gesundheitsaufklärung der Patienten zu zahnärztlichen Themen widmet.

### Praxisführung, zahnärztliche Stelle und betriebsärztliche und sicherheitstechnische Betreuung
Die Landeszahnärztekammer Sachsen gibt den Zahnärzten Beratung, Information und Angebote zu allen Fragen der zahnärztlichen Praxisführung, Praxisorganisation, Arbeitsschutz und Hygiene. Sie übernimmt die Qualitätssicherung nach Röntgenverordnung und die Organisation der Aktualisierung der Fachkunde/Kenntnisse im Strahlenschutz für die Zahnarztpraxen. Die Kammer organisiert den BuS-Dienst (Betriebsärztliche und sicherheitstechnische Betreuung) sowie die Validierung des Aufbereitungsprozesses von Medizinprodukten für die Zahnarztpraxen in Sachsen.

### Weiterbildung Zahnärzte
Die Kammer schafft die Voraussetzungen für die Weiterbildung und Prüfung von Zahnärzten zum Fachzahnarzt für Kieferorthopädie, Fachzahnarzt für Oralchirurgie und zum Fachzahnarzt für Öffentliches Gesundheitswesen.

### Rentenversorgung
Die Altersversorgung der berufstätigen Zahnärzte in Sachsen wird durch eine Sondereinrichtung der Landeszahnärztekammer Sachsen, der Zahnärzteversorgung Sachsen (ZVS), übernommen. In ihr sind alle berufstätigen Zahnärzte in Sachsen Pflichtmitglied. Die ZVS steht unter Aufsicht des Sächsisches Staatsministerium für Soziales, Gesundheit und Gesellschaftlichen Zusammenhalt (Rechtsaufsicht) und des Sächsischen Staatsministeriums für Wirtschaft und Arbeit (Versicherungsaufsicht).

## Leitbild der sächsischen Zahnärzte
Seit 2010 existiert ein Leitbild, das eine Verpflichtung zur zahnärztlichen Berufsethik darstellt:
| Mein Handeln als Zahnarzt orientiert sich am Wohl meiner Patienten. Ich übe meinen Beruf entsprechend der ethischen Grundlagen des zahnärztlichen Berufsstandes aus. Mein berufliches Tun ist geprägt von Vertrauen, Verantwortung und fachlicher Unabhängigkeit. |
| --- |
| - Die Vorbeugung und Behandlung von Zahn-, Mund- und Kieferkrankheiten zum Wohle der Patienten ist wichtigster Inhalt meiner Berufsausübung. - Ich berate die Patienten über das medizinisch Notwendige und Mögliche, um ihnen die Entscheidung für eine sinnvolle Behandlung zu ermöglichen. - Wenn es den Patienten dient, nutze ich kollegiale fachliche Unterstützung. - Verschwiegenheit ist elementare Grundlage meines Handelns. - Meine freiberufliche zahnärztliche Tätigkeit ist geprägt von Eigenverantwortung, Unabhängigkeit und Kompetenz sowie dem Gemeinwohl verpflichtet. - Durch eine kontinuierliche Fortbildung werde ich meiner Verantwortung gegenüber den Patienten gerecht. - Ich pflege einen vertrauensvollen Umgang mit meinen Mitarbeitern und fördere deren Aus- und Fortbildung. - Ich beachte die Gebote der Fairness und Kollegialität im Berufsstand. - Ich unterlasse anpreisende Darstellungen von Person, Praxis und zahnärztlicher Tätigkeit. - Zum Wohl der Patienten setze ich mich aktiv für die Durchsetzung dieses Leitbildes in einer sich ständig ändernden Gesellschaft ein. |

## Organe

### Kammerversammlung
Die Mitglieder der Kammerversammlung werden von den Zahnärzten Sachsens in einer unmittelbaren, freien, gleichen und geheimen Wahl nach den Grundsätzen des Mehrheitswahlsystems gewählt. Ihr gehören maximal 72 sächsische Zahnärztinnen und Zahnärzte an sowie je ein zahnärztlicher Vertreter aus dem Lehrkörper der beiden sächsischen zahnmedizinischen Universitätskliniken Dresden und Leipzig. Die Legislaturperiode beträgt vier Jahre. Alle Kammerversammlungsmitglieder sind ehrenamtlich für die LZKS tätig.

### Vorstand
Die Kammerversammlung wählt aus ihrer Mitte die Vorstandsmitglieder. Der Vorstand besteht aus Präsident, zwei Vizepräsidenten und sechs weiteren Mitgliedern.
| Amtszeit  | Präsident        | Vizepräsidenten                                                    |
| --------- | ---------------- | ------------------------------------------------------------------ |
| seit 2018 | Thomas Breyer    | Klaus Böning (bis 2022), Burkhard Wolf (ab 2022) Christoph Meißner |
| 2006–2018 | Mathias Wunsch   | Stephan Albani (bis 2014) / Peter Lorenz (ab 2014) Thomas Breyer   |
| 1990–2006 | Joachim Lüddecke | Stephan Albani Jürgen Knepper (bis 2002) / Thomas Breyer (ab 2002) |

## Verwaltung
Zur Sicherstellung der Aufgaben bedient sich der Vorstand einer Verwaltung. Sie ist Ansprech- und Servicepartner von Zahnärzten und Öffentlichkeit. Der Verwaltungssitz befindet sich in Dresden.

## Geschichte
Die Landeszahnärztekammer Sachsen wurde am 7. Oktober 1990 in Leipzig gegründet. Der 1. Sächsische Zahnärztetag im Deutschen Hygiene-Museum in Dresden im August 1990 entschied sich für die freie Berufsausübung und den Aufbau einer Kammer zur beruflichen Selbstverwaltung. Im Jahr 1992 rief die Kammer die Fortbildungsakademie für Zahnärzte und Praxismitarbeiter/-innen ins Leben. Gemeinsam mit der KZV Sachsen wurde der Neubau eines Zahnärztehauses beschlossen und 1996 erfolgte die Grundsteinlegung. Der Einzug fand 1998 statt. Die Fortbildungsakademie der Kammer verfügt über 14 Seminar- und praktische Arbeitsräume, in denen die jährlich rund 220 Veranstaltungen und Kurse mit ca. 7.000 Teilnehmern abgehalten werden.